# John J. Pershing

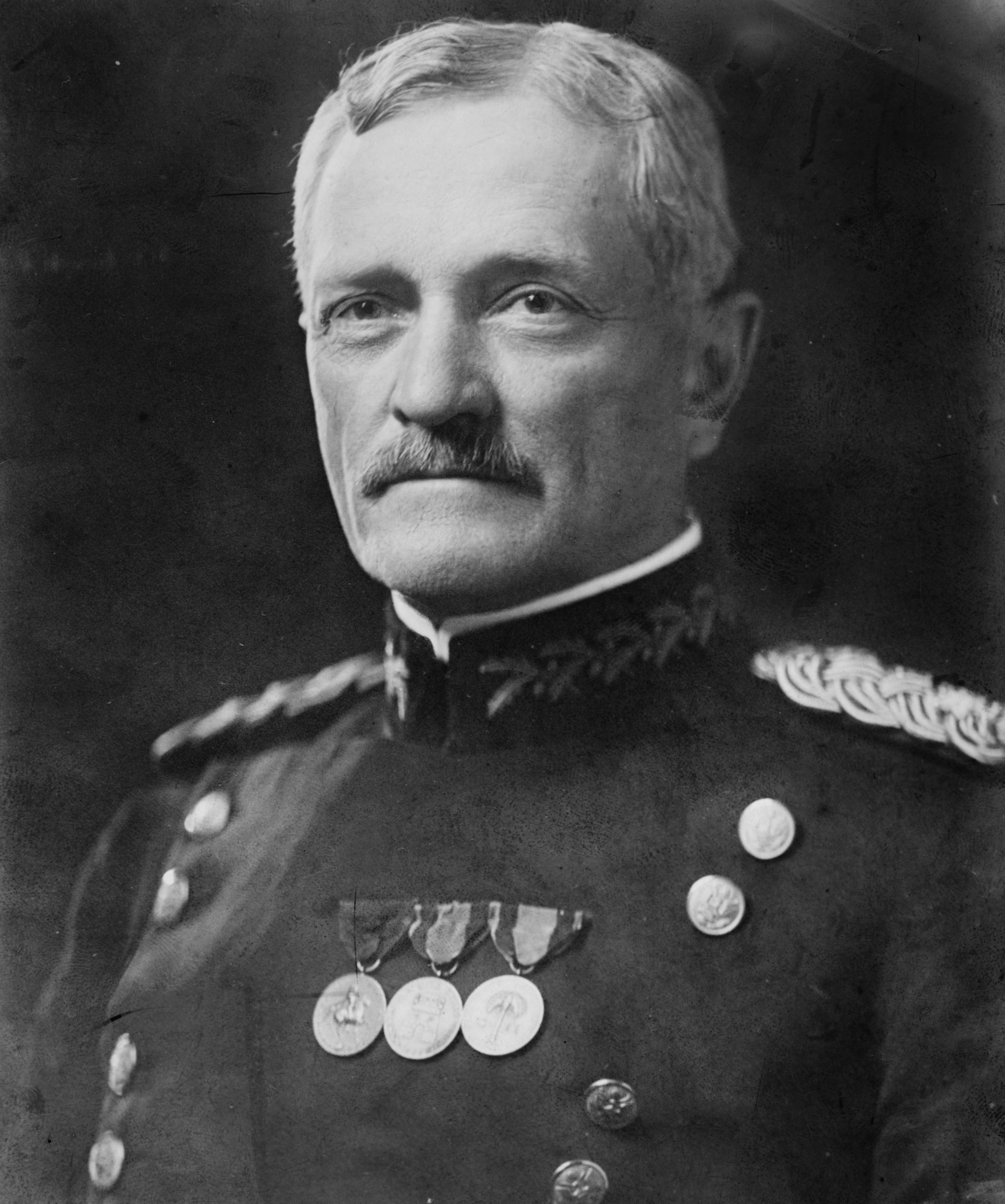
John J. Pershing

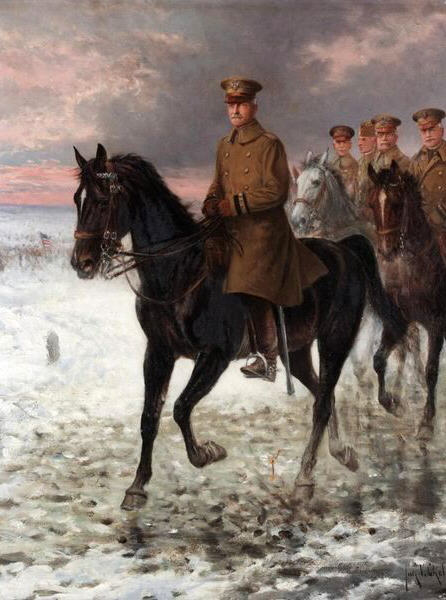
Pershing auf seinem Hengst Kidron (Gemälde von Jan Chełmiński)

John Joseph „Black Jack“ Pershing (* 13. September 1860 bei Laclede, Linn County, Missouri; † 15. Juli 1948 in Washington, D.C.) war ein US-amerikanischer Berufsoffizier und während des Ersten Weltkriegs Oberbefehlshaber der amerikanischen Expeditionsstreitkräfte (American Expeditionary Force) in Europa. 1919 wurde ihm der eigens geschaffene Rang eines General of the Armies of the United States verliehen. Dieser Rang wurde neben Pershing nur postum zwei ehemaligen Präsidenten der USA (George Washington 1976, Ulysses S. Grant 2022) verliehen.

## Biografie

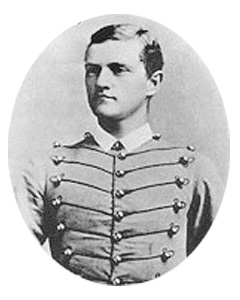
Pershing als Kadett in West Point

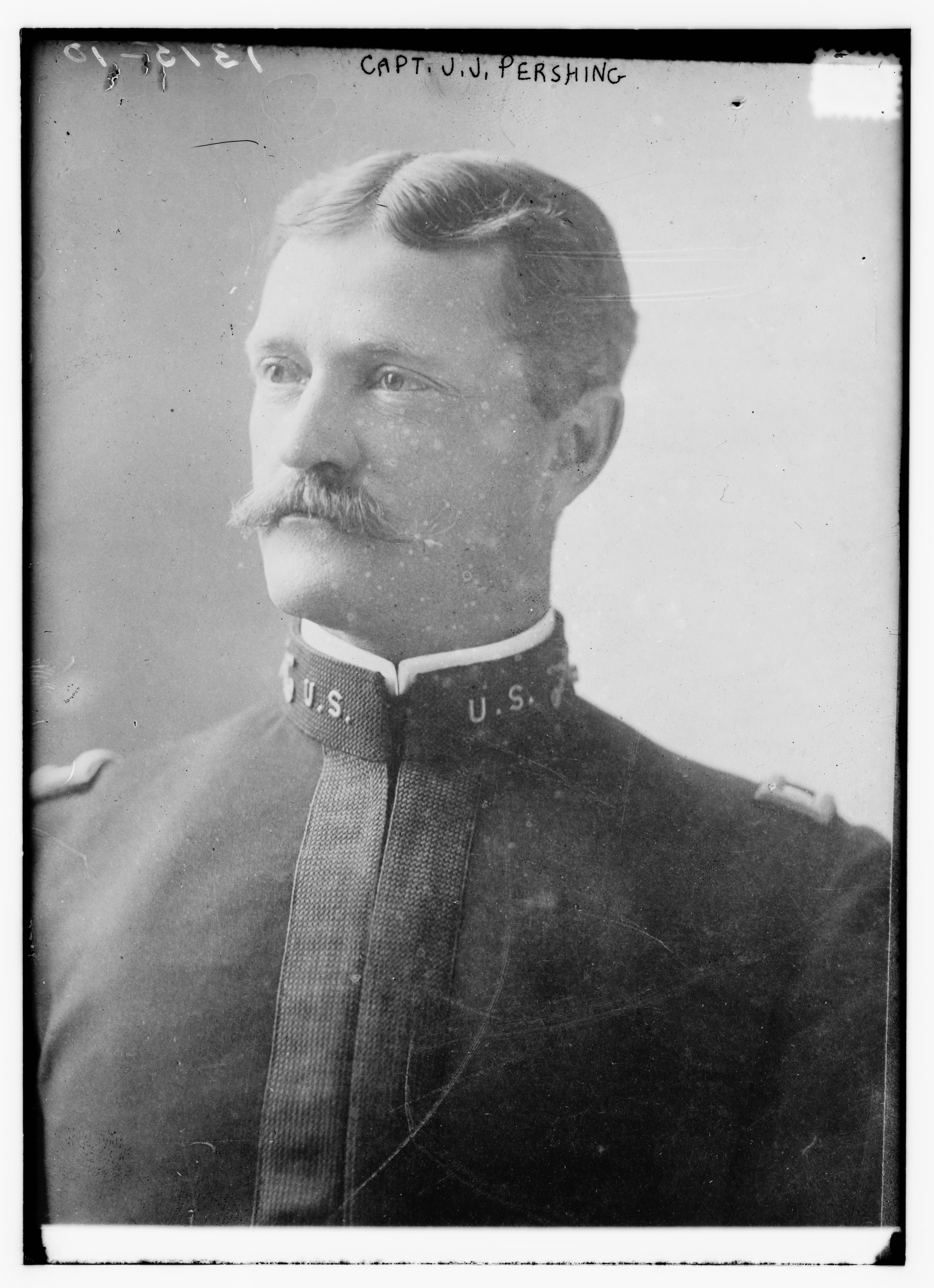
Captain John J. Pershing (ca. 1902)

John Joseph Pershing wurde am 13. September 1860 auf einer Farm nahe der Ortschaft Laclede in Linn County, Missouri geboren. Die Familie hatte französische Vorfahren. Von seinen insgesamt acht jüngeren Geschwistern erreichten fünf das Erwachsenenalter. Sein Vater John Fletcher Pershing war Farmer und Ladenbesitzer, der als Marketender die Unionstruppen während des Amerikanischen Bürgerkrieges (1861–1865) versorgte.
Obwohl er ursprünglich keine Ambitionen auf eine militärische Laufbahn hatte und Lehrer werden wollte, absolvierte Pershing von 1882 bis 1886 an der United States Military Academy in West Point eine Offiziersausbildung. Die renommierte Militärakademie stand im Ruf, eine exzellente Ausbildung zu gewährleisten. Wenngleich Pershing ein eher durchschnittlicher  Schüler war, zeigte er schon frühzeitig Führungsqualitäten, die ihn von den anderen Kadetten abhoben.
Nach seiner erfolgreichen Ausbildung in West Point trat Pershing am 30. September 1886 als Leutnant in die US-Kavallerie ein. Mit dem im New-Mexico-Territorium stationierten 6. Kavallerie-Regiment kämpfte er in den Indianerkriegen. Von 1891 bis 1895 bekleidete Pershing den Posten als Dozent für Militärwissenschaft und Militärtaktik an der University of Nebraska-Lincoln. 1895 kehrte Pershing zur US Army zurück und wurde dem 10. Kavallerie-Regiment in Montana zugeteilt. Dort kommandierte er afroamerikanische Soldaten, die Buffalo Soldiers, was ihm den Spitznamen „Black Jack“ einbrachte.
1897/98 war Pershing als Ausbilder für Militärtaktik nach West Point abkommandiert, jedoch wegen seiner strengen Methoden bei den Kadetten wenig beliebt. Nach Ausbruch des Spanisch-Amerikanischen Krieges kämpfte Pershing 1898 im Rang eines Major mit dem 10. Kavallerie-Regiment auf Kuba und nahm an der Schlacht von San Juan Hill sowie der Belagerung von Santiago de Cuba teil. 1899 wurde Pershing auf die Philippinen versetzt, die faktisch eine US-Kolonie geworden waren. Dort führte er bis 1903 diverse Strafexpeditionen zur Aufstandsbekämpfung gegen die Moros auf Mindanao, Jolo, Lanao und Luzon (Philippinisch-Amerikanischer Krieg). Pershing war in das Blickfeld von US-Präsident Theodore Roosevelt geraten und auf dessen ausdrücklichen Befehl kehrte er im Juni 1903 in die Vereinigten Staaten zurück. Nach einer kurzen Verwendung im Stab der Southwest Army Division in Oklahoma City, besuchte Pershing 1904/05 das United States Army War College und absolvierte die Ausbildung zum Generalstabsoffizier. Anschließend ernannte ihn Roosevelt zum Militärattaché in Tokio und von März bis September 1905 war Pershing Beobachter der Kampfhandlungen des Russisch-Japanischen Krieges in der Mandschurei. Hier traf er mit den beiden Deutschen, Marineattaché Konrad Trummler (1864–1936) und dem Militärattaché Günther von Etzel (1862–1948) sowie dem österreichischen Militärattaché Adalbert Dáni von Gyarmata (1868–1921) zusammen. Gemeinsam tauschten sie die von ihnen gesammelten Informationen aus und unterstützten sich auch in der Kontaktanbahnung mit japanischen Offizieren. Nach seiner Rückkehr wurde Pershing am 20. September 1906 vom Präsidenten zum Brigadegeneral befördert und übersprang damit insgesamt drei Offiziersränge. 1908 war Pershing kurzzeitig US-Militärbeobachter auf der Balkanhalbinsel. Von 1909 bis 1913 folgte die erneute Versetzung auf die Philippinen, zunächst als Kommandant von Fort McKinley nahe der Hauptstadt Manila, später als Gouverneur der Provinz Moro. Dabei zeichnete er sich durch Disziplin und militärische Führungsqualitäten aus.

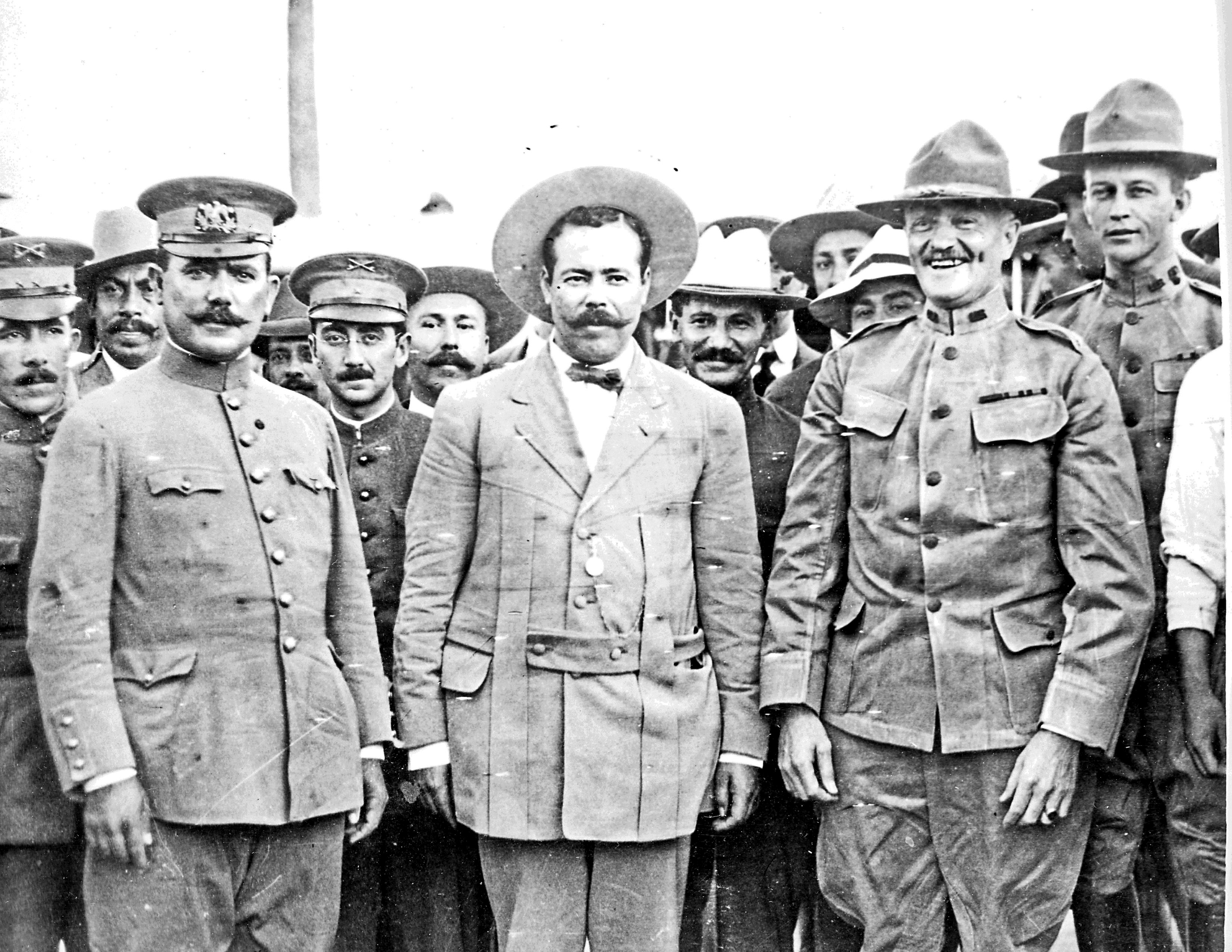
Von links nach rechts: General Obregon, Pancho Villa und Pershing in Fort Bliss (1914)

Im Dezember 1913 erhielt Pershing das Kommando über die 8. US-Infanteriebrigade am Militärstützpunkt Presidio in der Bucht von San Francisco. Aufgrund zunehmender Spannungen an der amerikanisch-mexikanischen Grenze wurde Pershing mit seiner Brigade am 24. April 1914 nach Fort Bliss, in Texas verlegt. Am 15. März 1916 marschierte Pershing mit einem Expeditionskorps (etwa 10.000 Soldaten) in Mexiko ein, um den Revolutionär Pancho Villa zu bekämpfen (Mexikanische Expedition). Die Einheiten drangen bis zu 560 Kilometer auf mexikanisches Staatsgebiet vor, was zu erheblichen Nachschubproblemen führte. Pershing gelang es nicht, Villa festzunehmen. Der bevorstehende Eintritt der Vereinigten Staaten in den Ersten Weltkrieg beendete die Strafexpedition am 7. Februar 1917. Während seiner Zeit in Mexiko kamen Pershings Frau und seine drei Töchter bei einem Hausbrand ums Leben; lediglich sein Sohn Warren überlebte.
Am 7. Mai 1917, 52 Tage nach der Kriegserklärung der USA an das Deutsche Reich, befahl man Pershing nach Washington. Präsident Woodrow Wilson hatte ihn zum Oberbefehlshaber der US-Streitkräfte in Europa, der sogenannten American Expeditionary Forces, ernannt.
Als er in Frankreich ankam, stellte er fest, dass die Entente die Absicht hatte, die amerikanischen Soldaten sofort an die Front zu beordern. Pershing stimmte dem nicht zu, sondern wollte zuerst eine gut ausgebildete und eigenständige Streitkraft aufstellen. Mit anfangs 500.000 Soldaten begann er 1918 die ersten größeren Operationen auf den westeuropäischen Schlachtfeldern. Die von ihm geführten Offensiven bei Saint-Mihiel und in den Argonnen halfen mit, die Deutschen nach ihren Vorstößen im Frühjahr und im Sommer wieder zurückzuwerfen. In die Kritik geriet Pershing kurz nach dem Krieg, weil er am letzten Tag des Krieges, obwohl der Waffenstillstand für den 11. November 1918 um 11 Uhr beschlossen war, einen vor dem Waffenstillstand geplanten Angriff auf die deutschen Stellungen noch zugelassen hatte. Er war bis 1919 in Trier stationiert, bis französische Truppen die amerikanischen Truppen ablösten.

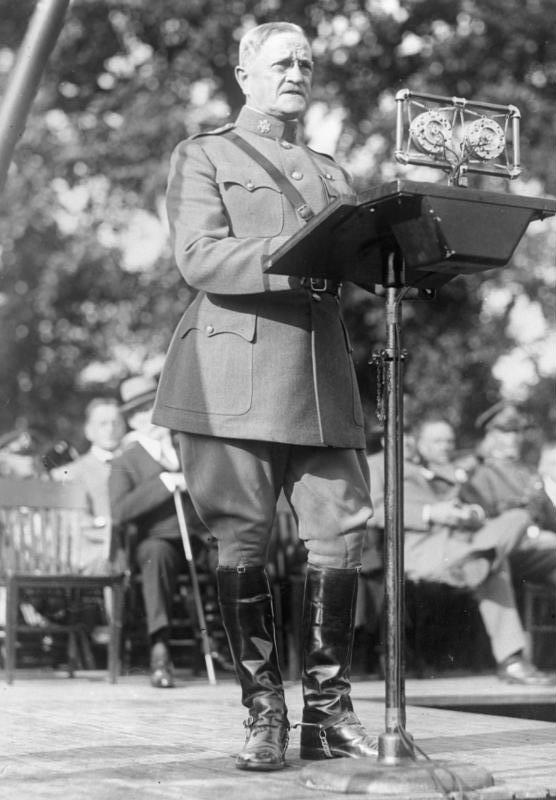
Pershing (Oktober 1931)

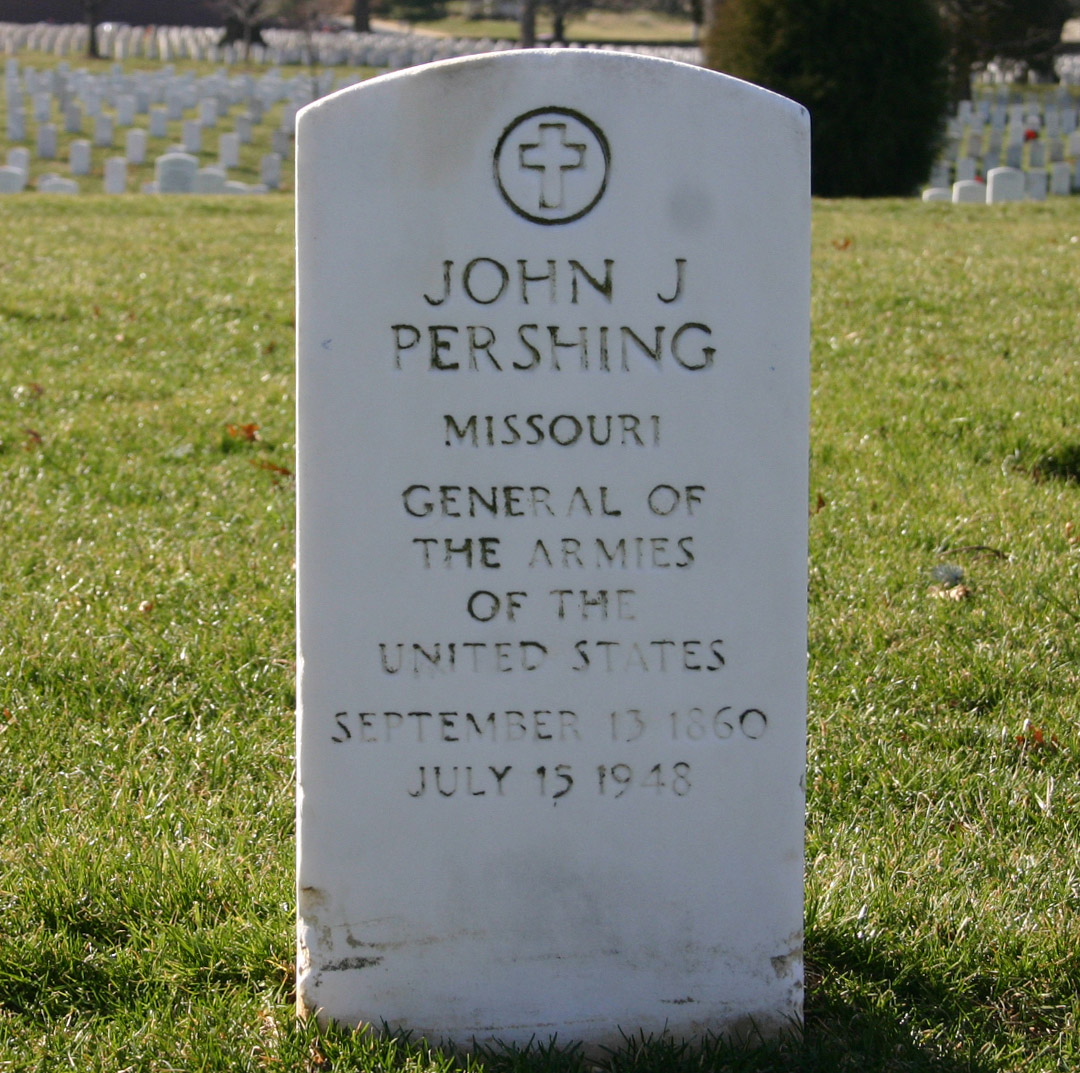
John J. Pershings Grab in Arlington

Nach dem Krieg war er 1920 als Präsidentschaftskandidat der Republikaner im Gespräch. Da er aber keine großen Ambitionen auf das Amt zeigte und einflussreiche Mitglieder der Partei ihn als den Demokraten zu nahestehend ansahen, wurde schließlich Warren G. Harding nominiert (und in der Folge zum Präsidenten gewählt).
Auf Grund seiner Leistungen wurde ihm, der bis zu diesem Zeitpunkt Vier-Sterne-General war, am 3. September 1919 auf Empfehlung des Kongresses vom Präsidenten der USA der damals einzigartige Rang eines General of the Armies of the United States verliehen. Als Rangabzeichen trug er auf eigenen Wunsch vier goldene Sterne (Vier-Sterne-Generale trugen vier silberne Sterne). 1921 wurde er Chief of Staff of the Army in Nachfolge von Peyton C. March. Seinen Dienst leistete er bis 1924. 1931 veröffentlichte er sein Buch My Experience on the World War das 1932 mit dem „Pulitzer-Preis für Geschichte“ ausgezeichnet wurde. Am 7. August 1946 erhielt er die Congressional Gold Medal.
Pershing starb 1948 im Walter-Reed-Militärkrankenhaus in Washington. Er ist auf dem Nationalfriedhof Arlington beerdigt.

## Ehrungen und Auszeichnungen
Ehrungen
- Auf seine Anweisung hin bauten US-Soldaten 1919 im Pariser Bois de Vincennes ein neues Stadion, das nach Pershing benannt wurde und einige Jahre die größte Sportstätte Frankreichs war.
- Pershing Park in Laclede, Missouri.
- 8-Cent-US-Briefmarke von 1961 mit seinem Porträt.
- Der Kampfpanzer M26 Pershing im Zweiten Weltkrieg wurde nach ihm benannt.
- Pershing-Raketen (Mittel- und Kurzstreckenraketen mit thermonuklearem Sprengkopf).
- Mehrere Schulen und Gebäude tragen seinen Namen.
- Viele Straßen, Parks, Plätze und Pershing County sind nach ihm benannt.
- In der Historischen Rangordnung der höchsten Offiziere der Vereinigten Staaten wird er nach George Washington auf dem zweiten Rang geführt.

Auszeichnungen (Auswahl)
- 1919: World War I Victory Medal
- 1932: Silver Star
- 1941: Distinguished Service Cross (Vereinigte Staaten)
- 1946: Congressional Gold Medal

## Veröffentlichungen
- Final Report. – Washington, DC: United States Government Printing Office, 1919
- My Experiences in the World War. – 2 Bände. New York: Frederick A. Stokes Company, 1931